# 利本貝格湖

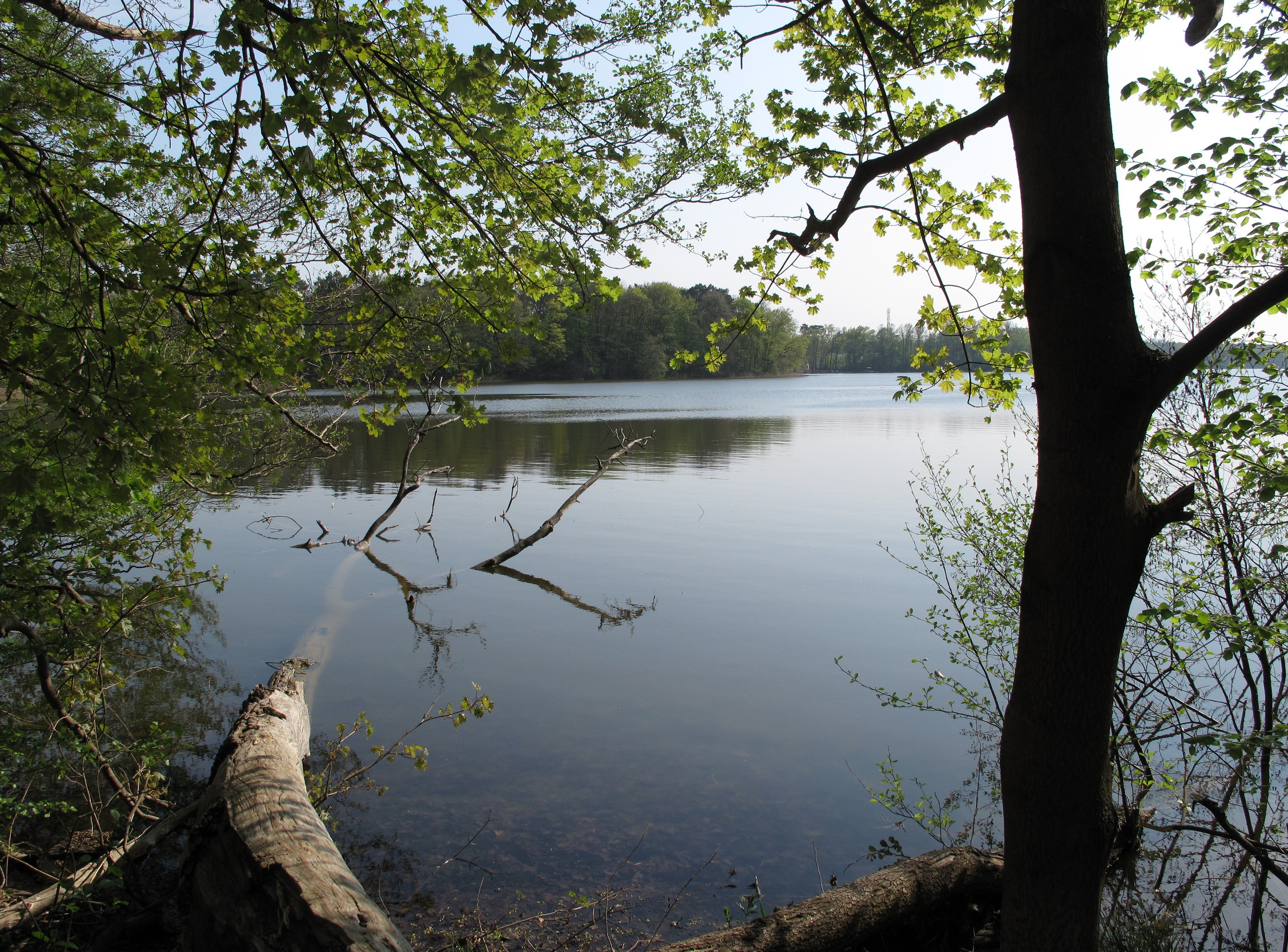

52°27′55″N 13°56′46″E / 52.46528°N 13.94611°E
利本貝格湖（德語：Liebenberger See），是德國的湖泊，位於該國西南部，由勃蘭登堡州負責管轄，處於奧得-施普雷縣，長1.7公里、寬0.4公里，面積0.51平方公里，海拔高度39米，最大水深8米，水體容量2,580萬立方米。